# Willian Xavier Barbosa
Willian Xavier Barbosa (* 22. September 1983 in Campo Grande) ist ein ehemaliger brasilianischer Fußballspieler.

## Karriere
Willian begann seine Karriere 2000 bei EC Comercial (MS). 2001 wechselte er zum Zweitligisten Figueirense FC. Danach spielte er beim Erstligisten Athletico Paranaense. 2005 wechselte er zu CR Vasco da Gama. 2006 erreichte er mit dem Verein das Finale des Copa do Brasil. Danach spielte er bei Botafogo FR, EC Vitória und Botafogo FC (SP). 2008 unterschrieb er einen Vertrag beim belgischen Erstligisten KV Kortrijk. 2010 kehrte er zu Botafogo (SP) zurück. Danach spielte er bei EC Santo André und Portuguesa.